# 禾達費拉迪體育會
禾達費拉迪體育會（Deportivo Walter Ferretti） 是一支尼加拉瓜足球會，現時於國內頂級聯賽作賽。位於馬納瓜。

## 歷史
球會於1987年成立，是尼加拉瓜軍隊的體育部，1988年尾，革命家禾達·費拉迪因車禍喪生，為紀念他，球會改至現時的名字。